# Giovanni Aurispa

Bustul lui Giovanni Aurispa în localitatea Noto, Sicilia

Giovanni Aurispa (n. 1369 sau 1370 sau 1376, Noto, Sicilia - d. 1459, Ferrara) a fost un umanist italian, colecționar de vechi manuscrise grecești.
Între 1390 și 1402 a trăit la Neapole. În 1413, a plecat la Chios, spre a învăța limba greacă.
În 1419 a mers la Florența, unde venise curtea Papei Martin al V-lea, pe care l-a urmat în 1420 la Roma, unde l-a avut ca elev pe Lorenzo Valla. În 1421-22 Aurispa a fost la Constantinopole, unde a îndeplinit misiuni pentru împăratul Manuel al II-lea Paleologul și a colecționat codexuri. Zelul său de colecționar a atras atenția împăratului, care l-a acuzat că spoliază orașul de cărțile sale.
În 1423 s-a întors la Veneția, aducând cu sine 238 de volume ale autorilor clasici, cumpărate la Constantinopol. Printre lucrări se numărau Codex Laurentianus (care conține șapte piese de teatru ale lui Sofocle, șase piese de teatru ale lui Eschil, Xenofon, Argonautica lui Apollonius din Rodos. Se spune că, întors la veneția fără bani, a fost obligat să-i amaneteze colecția, pentru 50 de florini de aur, spre a putea supraviețui.Cosimo de' Medici, aflând de situația grea în care se afla, i-a răscumpărat cărțile și l-a chemat la Florența.
În 1424 a plecat la Bologna, ca profesor de limba greacă la universitatea din oraș. Devenind un profesor renumit, a fost invitat la Florența unde i s-a oferit catedra de limba greacă. De acolo, a plecat la Ferrara, în 1427, la curtea lui Niccolò al III-lea d’Este, pe care l-a însoțit la Conciliul de la Basel, în 1433. În timp ce participa la Conciliul de la Florența și la Conciliul de la Ferrara (1438—39) a mai achiziționat o serie de documente vechi.
După ce Giovanni Aurispa a fost remarcat de Papa Eugen al IV-lea la Conciliul de la Basel, în 1441 acesta l-a numit ca secretar al său. După 5 ani, Papa Nicolae al V-lea l-a reconfirmat ca secretar papal.
La moartea sa, în vara anului 1459, a lăsat în urmă o colecție de peste 500 de codice, în special grecești.

## Opera
Pe lângă pasiunea de colecționar, Giovanni Aurispa este cunoscut și ca poet. A publicat scrisori, epigrame și o elegie.
Giovanni Aurispa a realizat traducerea în latină a comentariului lui Hierocles la versurile lui Pitagora (1474), precum și traducerea lucrării Philisci Consolatoria ad Ciceronem de Dio Cassius (publicată abia în 1510). Gesner afirmă că a făcut și o traducere a lucrărilor lui Arhimede.